# Storia del Canton Appenzello
La storia del Canton Appenzello, detto ufficialmente Land Appenzell (Paese di Appenzello), va dalla nascita del cantone dal 1513 al 1597, anno della divisione in Appenzello Esterno e Appenzello Interno. L'antica denominazione Appenzell daz lant compare per la prima volta nel 1379, ma all'epoca il territorio non comprendeva ancora Trogen, Herisau e il Vorderland; dal 1429 (forse già dal 1403) al 1597 il toponimo designò il territorio dei due semicantoni attuali. Lingua ufficiale era il tedesco, mentre il capoluogo era il borgo di Appenzello.

## Storia

### Preistoria e Protostoria

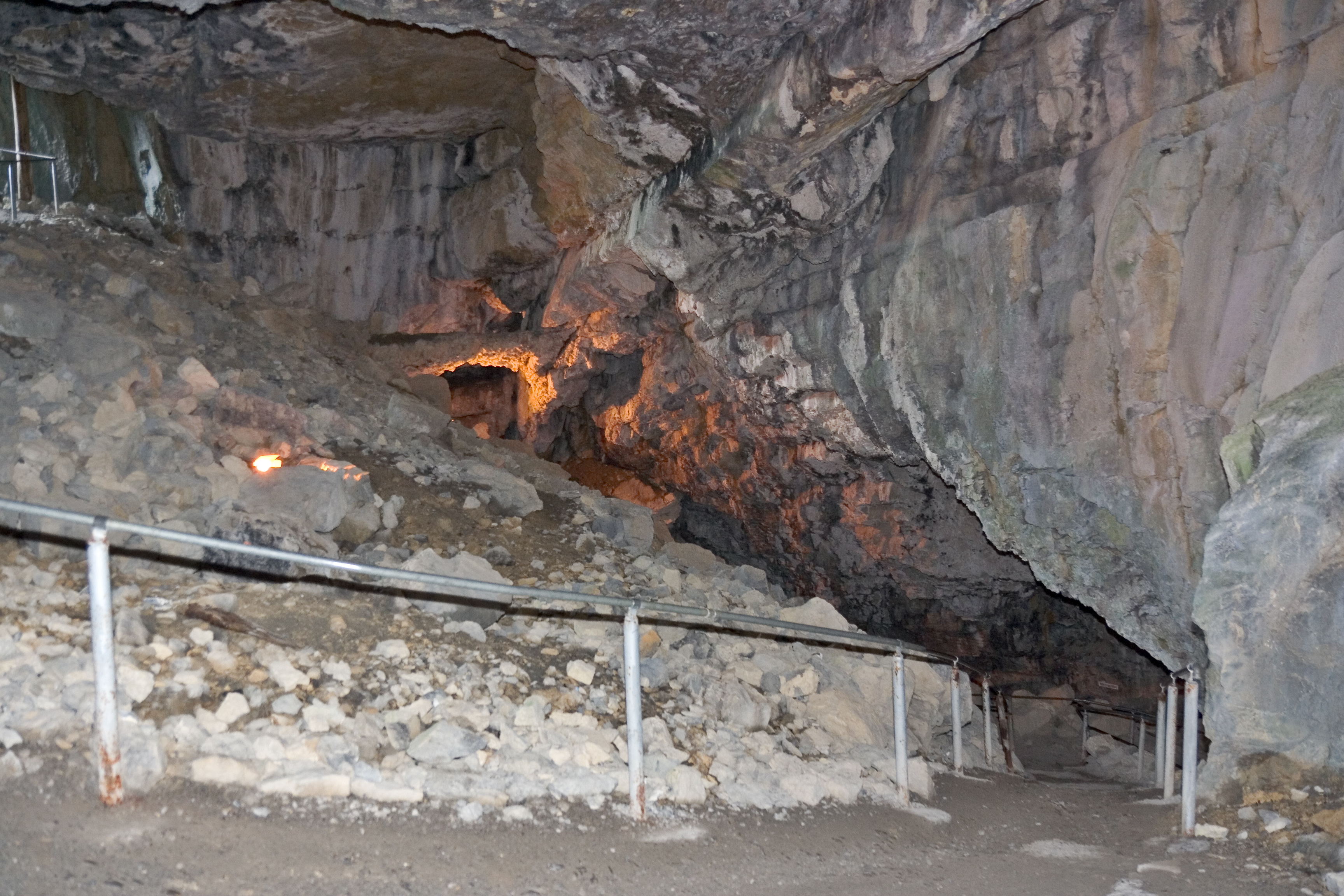
Interno delle grotte del Wildkirchli

Al 2019 non sono ancora state compiute indagini archeologiche sistematiche su tutto il territorio cantonale. Scavi nelle grotte del Wildkirchli, a circa 1 500 m, hanno dimostrato la presenza, durante lo stadio intermedio dell'ultima epoca glaciale (circa 40 000 anni or sono), di comunità del Paleolitico dedite alla caccia. Nel 1993, nella caverna di Altwasser I, situata nell'Alpstein, tra i laghi Sämtisersee e Fählensee, sono state rinvenute ossa lavorate di stambecco, camoscio, volpe rossa, mustelidi e uccelli, come pure selci risalenti al 10 000 a.C. circa (periodo di transizione tra Tardopaleolitico e Protomesolitico). Sotto i ruderi della fortezza di Urstein, a Herisau, sono venuti alla luce attrezzi mesolitici; un'accetta neolitica in pietra e una scure in metallo risalente al Bronzo finale sono state scoperte nel comune di Appenzello, rispettivamente nel Seckbach, a Schwende, e nel vecchio letto di un torrente, in località Forren, ad Appenzello. Mancano invece indicazioni topografiche affidabili riguardanti le monete romane ritrovate apparentemente nella zona fra Oberegg e Berneck. Ciò permette di ipotizzare una presenza umana almeno temporanea in epoca preistorica e protostorica.
Gli studi toponomastici non hanno rilevato nomi di insediamenti permanenti in epoca anteriore al VII/VIII secolo. I fiumi Sitter e Necker hanno nomi pregermanici, ma solo nel primissimo tratto scorrono in territorio appenzellese; viceversa vari nomi di monti e di alpeggi di origine latina, fra cui il Säntis e l'Alp Sämtis sul Sämtisersee (850-855: iugum Sambutinum), attestano che l'Alpstein era già noto in epoca pregermanica e forse veniva sfruttato da alpigiani provenienti dal Rheintal sangallese e dall'alto Toggenburgo. Il toponimo Urnäsch (IX secolo: Urnasca), che designò dapprima il fiume e venne poi attribuito anche all'insediamento, deriva probabilmente da alpis orana ("alpeggio di confine"), antica denominazione della Schwägalp.

### Il Paese di Appenzello dall'VIII all'XI secolo
La colonizzazione alemanna dell'Appenzello iniziò presumibilmente solo nell'VIII secolo; nel territorio mancano infatti sia le tombe a schiera con corredi sia i toponimi in -ingen e -inghofen, caratteristici di epoche precedenti. Gli oronimi pregermanici furono in parte ripresi, talvolta con mutazioni fonetiche (Gäbris, da Gabrêta), talvolta senza (Kamor, da ganda mora). I toponimi germanici più antichi (quelli in -wil) sono più frequenti nel territorio del comune di Herisau; la loro comparsa insieme a nomi di persona come Baldo, Ramo o Wolfker indica una colonizzazione da parte di abitanti del Fürstenland sangallese, dove sono noti toponimi di analoga formazione. Nelle altre zone i toponimi che rinviano a periodi tanto antichi sono più rari, ma dovrebbero comprendere almeno nomi di località come Brülisau (Rüte) e Büriswilen (Oberegg); quanto a Hundwil, alcuni ritengono che questo toponimo deriverebbe da Huntari (centena), un'istituzione altomedievale.
Le più antiche attestazioni concernenti gli insediamenti, le proprietà fondiarie, le signorie e la vita ecclesiastica in territorio appenzellese compaiono in atti del monastero di San Gallo risalenti all'VIII-XI secolo. Questi documenti riguardano inizialmente solo l'Hinterland, in seguito anche la valle della Sitter, attorno ad Appenzello, mentre al Mittelland e al Vorderland fanno riferimento solo le fonti più recenti. Si può presumere che vaste proprietà fondiarie appartenessero a esponenti di un ceto nobiliare in via di formazione. La prima località attestata nell'odierno territorio cantonale è Schwänberg, presso Herisau (821: Suweinperac). Altre attestazioni concernono Herisau (837), la Sitter (854) e i corsi d'acqua Rotbach e Urnäsch (fine del IX secolo) nonché la località di Hundwil (921). Nell'atto di fondazione della parrocchia di Appenzello (Abbacella), del 1071, vengono menzionate come parti o confini del territorio soggetto al pagamento della decima anche gli alpeggi di Soll, Meglisalp e Potersalp e i monti Kronberg e Hundwilerhöhe.

### La dominazione da parte dell'abbazia di San Gallo dal XII al XIV secolo

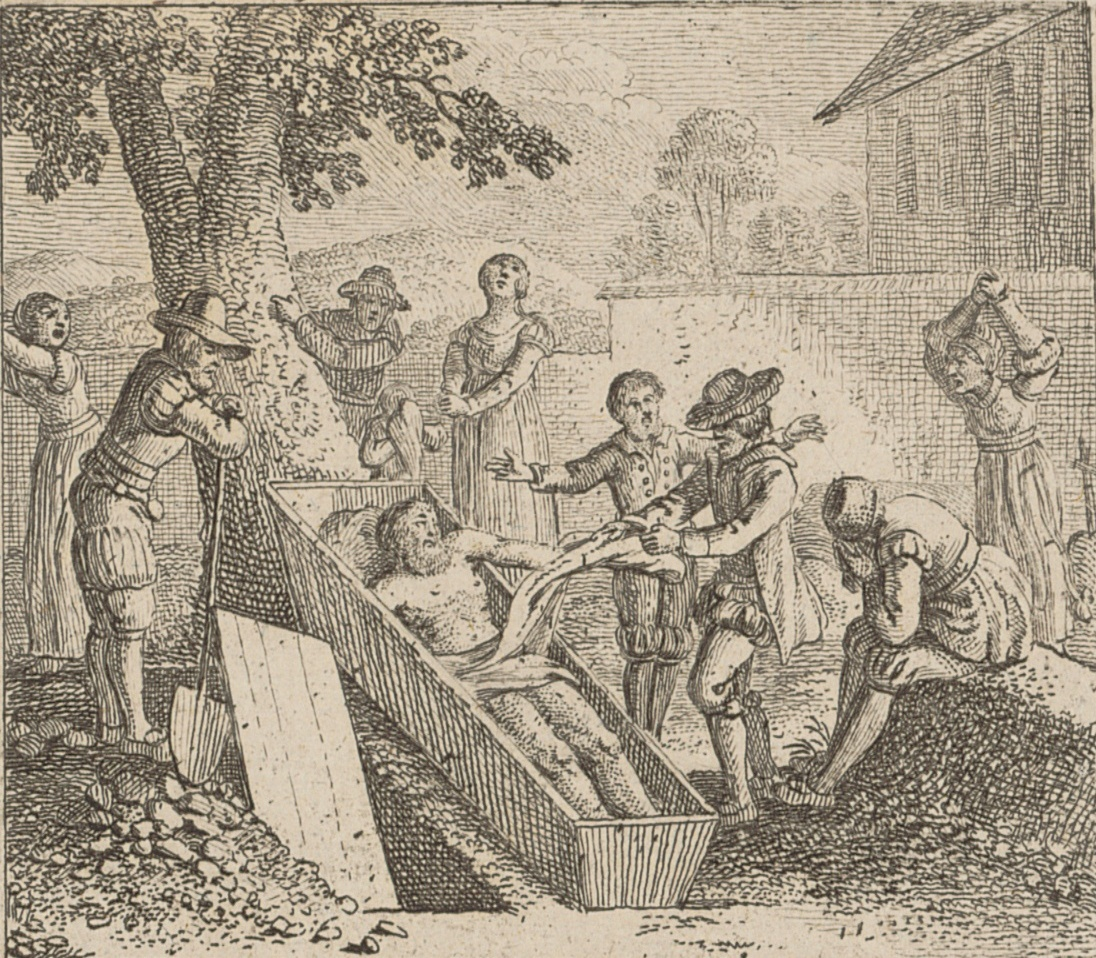
"La severità dei balivi abbaziali nel Paese di Appenzello" di Johann Rudolph Schellenberg

L'abbazia di San Gallo detenne diritti fondiari ad Appenzello forse già a partire dal 719 circa, anno in cui il tribuno Waltram donò alcuni possedimenti all'abate Otmar. Nel corso del basso e tardo Medioevo l'abbazia acquisì nella regione numerosi diritti fondiari, di giurisdizione, ecclesiastici e sulle persone, riuscendo così ad affermare la propria sovranità su gran parte del territorio appenzellese. Per assicurare il potere signorile dei principi abati, verso il 1210 Ulrico e Enrico de Sacco fecero costruire la fortezza di Clanx. La sovranità abbaziale terminò di fatto con gli arbitrati federali che nel 1429 posero fine alle guerre di Appenzello. L'abbazia mantenne tuttavia alcuni diritti, che fino al XVI secolo le permisero di esigere dagli Appenzellesi il versamento di censi e decime.
Nell'818 l'imperatore Ludovico il Pio concesse l'immunità all'abbazia sangallese, elevandola al rango di abbazia imperiale: gli abati conferirono a balivi l'avogadria abbaziale e i diritti di alta giurisdizione ad essa connessi. Nel 1166 l'abate Werinher assegnò il baliaggio di Appenzello al conte Rudolf von Pfullendorf. Non avendo eredi di sesso maschile, alla sua morte, avvenuta nel 1180, questi lo trasmise all'imperatore Federico Barbarossa, che ne fece un baliaggio imperiale. Il più importante funzionario del baliaggio era l'Ammann, un notabile locale nominato dall'abate. Incaricato di amministrare la bassa giustizia, l'Ammann aveva pure il diritto di ordinare le corvée e di prelevare il laudemio a ogni passaggio di proprietà e la manomorta al decesso di ogni servo dell'abbazia. Assieme all'esattore fiscale (Rhodmeister) riscuoteva il cosiddetto servizio (Dienst) in formaggio e bestiame, che veniva per lo più convertito in denaro, e i tributi dovuti al balivo.
Tramontata l'epoca degli Hohenstaufen, il territorio venne suddiviso tra varie famiglie nobili della regione del lago di Costanza. Le località di Appenzello, Hundwil, Teufen e Urnäsch, con le regioni circostanti, vennero integrate nel baliaggio imperiale di San Gallo, mentre Trogen, Herisau e Rheineck (con il futuro Vorderland) formavano a loro volta baliaggi imperiali più piccoli. Dotati di ampi poteri, soprattutto fiscali, i balivi imperiali si liberarono dalla tutela dell'abbazia: di conseguenza il Paese di Appenzello, che rivendicava l'immediatezza imperiale, entrò in conflitto con il principe abate.
Nel XIII e XIV secolo in territorio appenzellese si assistette alla nascita delle prime comunità di contadini: alleanze giurate tra Appenzellesi, cittadini di San Gallo e altri sudditi dell'abbazia sono attestate sotto gli abati Konrad von Bussnang (1226-1239) e Berchtold von Falkenstein (1244-1272). Nel 1278 guerrieri appenzellesi assediarono l'abate Rumo von Ramstein nel forte di Clanx, perché con l'inganno aveva segretamente fatto prigioniero l'Ammann Hermann von Schönenbühl. Nei documenti del XIV secolo il termine di Land/Länder, inizialmente usato nella sua accezione generica di "territorio/territori", è utilizzato per designare i comuni in via di formazione e si affianca a quello di Amt/Ämter, riferito ai baliaggi dell'abbazia di San Gallo.
Nel 1333 l'imperatore Ludovico il Bavaro promise alle comunità vallive (gemeinden der telrer) di Appenzello, Hundwil e Teufen, appartenenti al baliaggio imperiale di San Gallo, che questo baliaggio non sarebbe mai stato staccato dall'Impero. Ciononostante, già negli anni 1344-1345 l'abate Hermann von Bonstetten riuscì ad acquistare i diritti feudali sul baliaggio. Nel 1353 egli ottenne inoltre dall'imperatore un privilegio di mercato e di dogana per la località di Appenzello, ponendo così le basi della futura sovranità dell'abbazia in territorio appenzellese.
Non è chiaro se la signoria fondiaria sangallese nell'Appenzello si sia mai organizzata in base al sistema curtense: è probabile che le funzioni del maior si limitassero alla riscossione dei tributi signorili e all'esercizio della bassa giustizia. Con il tempo essi riuscirono a consolidare le loro cariche fino a trasformarle in feudi ereditari. Ormai considerati alla stregua di ministeriali dell'abate, essi si fecero costruire case di pietra (nella Lank, presso Appenzello, e nel Sonder, presso Hundwil) e le fortezze di Rosenburg e di Rosenberg, presso Herisau. Fra le signorie create da queste famiglie di ministeriali, la più importante era quella dei Rorschach-Rosenberg.
Intorno al 1367 gli abitanti dei baliaggi di Appenzello e di Hundwil conclusero con ogni probabilità un patto di alleanza contro il principe abate. Nel 1377 l'alleanza con la Lega delle città sveve portò infine alla nascita di un'organizzazione comunale delle "terre" (lendlin) di Appenzello, Hundwil, Urnäsch e Teufen, che da allora elessero 13 uomini, probabilmente quali loro rappresentanti nei contatti con la suddetta Lega.  A quest'epoca tuttavia è ancora prematuro parlare di un Consiglio o di un organo amministrativo istituzionalizzato e pienamente indipendente dall'abbazia sangallese.
Nel 1379 la Lega delle città sveve cercò di chiarire e delimitare con un arbitrato le competenze di Appenzello e quelle dell'abate Kuno von Stoffeln.  In base a questa sentenza l'abate avrebbe potuto riscuotere una volta all'anno l'imposta sul baliaggio, senza aumentarne l'importo. L'Ammann nominato dall'abate avrebbe esercitato i diritti di signoria dell'abbazia, in particolare i diritti di giurisdizione, mentre i Tredici erano competenti in materia fiscale. Nei documenti siglati dalla Lega nel 1379 e nel 1384 appare per la prima volta un'entità territoriale appenzellese composta da diversi comuni (Appenzell daz lant), che tuttavia non corrispondeva al futuro cantone di Appenzello, alla cui formazione si giunse dopo le guerre di Appenzello con l'annessione definitiva di Herisau e dell'odierno Vorderland.
L'atto d'accusa consegnato dall'abate Heinrich IV von Mansdorf al tribunale arbitrale federale (1420/1421 circa) contiene importanti informazioni sull'ampiezza e sull'organizzazione della signoria abbaziale tardomedievale in territorio appenzellese. Unità amministrative decentrate erano i baliaggi (Ämter) sorti a partire dalle basse giurisdizioni: prima del 1420/1421 sono attestati i tre baliaggi di Appenzello (corrispondente al territorio della parrocchia), Hundwil (con Urnäsch) e Teufen (che nel 1375 fu integrato nel cosiddetto Hofamt, direttamente soggetto all'abate). Alcune zone della parte orientale del futuro territorio cantonale appartenevano alla giurisdizione (Meieramt) di Altstätten. Nell'Hinterland occidentale si era sviluppato il baliaggio libero (Freivogtei) di Schwänberg-Baldenwil.

### Verso l'indipendenza (1401-1566)
Nel XIV secolo l'allentamento della pressione demografica portò a una concentrazione delle proprietà e, di riflesso, a un aumento della produttività agricola e a un'intensificazione dell'allevamento. Questi sviluppi andarono in genere a vantaggio della popolazione contadina appenzellese. La crisi demografica del tardo Medioevo ebbe invece conseguenze negative per l'abbazia di San Gallo, i cui introiti si ridussero sensibilmente a causa del calo dei redditi agrari e della diminuzione delle entrate derivate dalle imposte sulle persone. A ciò si aggiungeva la crescente reticenza dei sudditi a versare questi tributi, ulteriormente favorita dalla scarsa autorità di cui davano prova i funzionari incaricati della riscossione. All'inizio del XV secolo il cantone cambiò lo stemma e il sigillo: nell'alleanza conclusa nel 1401 con la città di San Gallo l'orso appenzellese è ancora raffigurato sulle quattro zampe. il sigillo con l'orso rampante, coniato dopo la vittoria di Vögelinsegg, venne utilizzato per la prima volta per siglare la pace con le città bodaniche del 1403.
Dopo una fase di relativa debolezza, gli abati Georg von Wildenstein, in carica dal 1360 al 1379, e Kuno von Stoffeln, in carica dal 1379 al 1411, tentarono di rafforzare la propria signoria, tornando a esigere dai sudditi il rispetto di obblighi ormai desueti come il laudemio, la manomorta, e i diritti di detrazione. Appenzello e la città di San Gallo si opposero fermamente a queste pretese, appellandosi a diritti che consideravano di antica tradizione e in quanto tali definitivamente acquisiti, come la libertà di domicilio, di matrimonio, di ereditarietà e cedibilità dei feudi abbaziali, e i diritti di caccia e pesca. A tutela di questi diritti, il 17 gennaio 1401 Appenzello stipulò un'alleanza con la città di San Gallo. Il dissidio si aggravò rapidamente e sfociò nelle guerre di Appenzello.

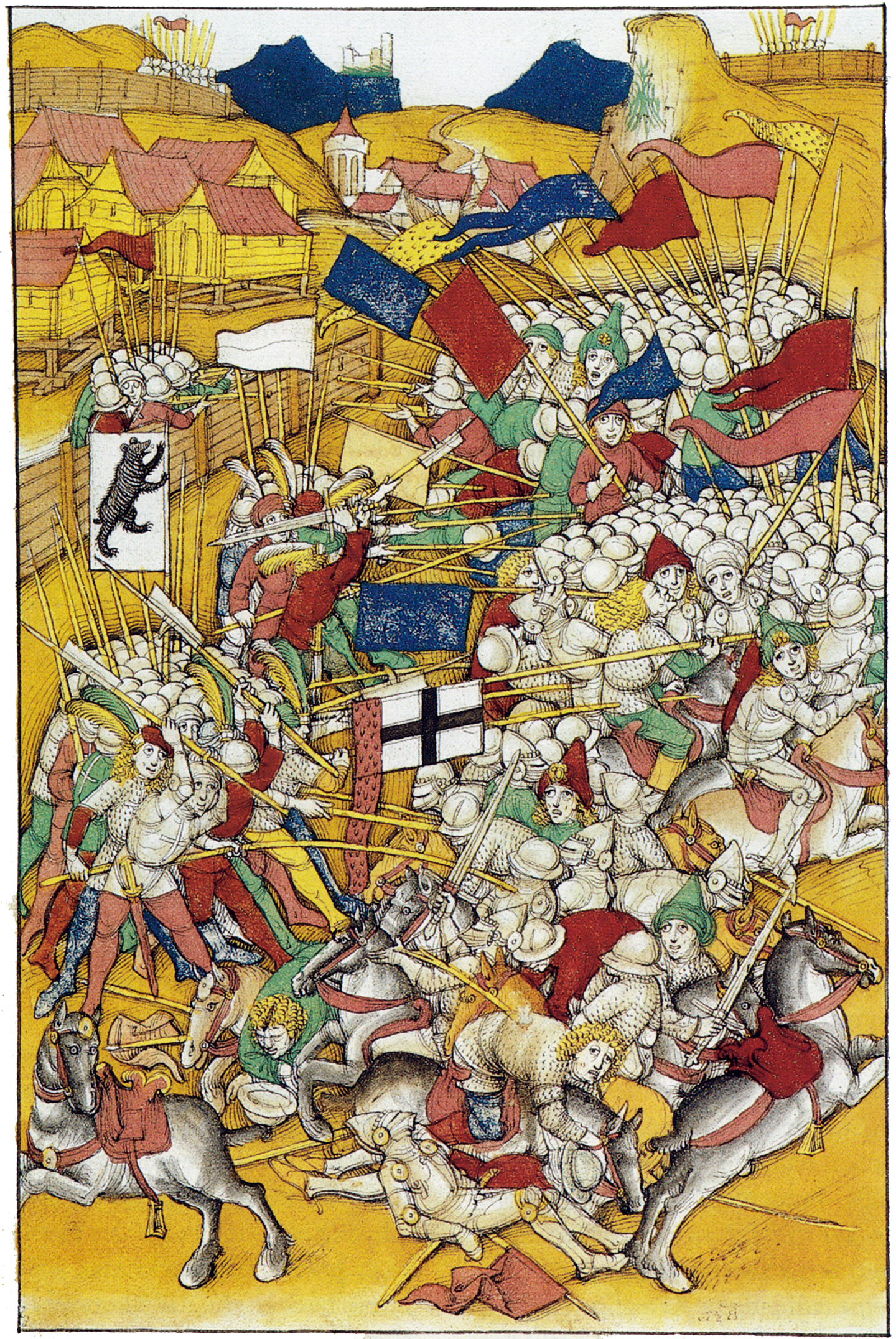
Illustrazione della Battaglia di Vögelinsegg, parte delle Guerre di Appenzello

Nel 1403 Svitto intervenne nel conflitto, imprimendo una svolta decisiva alla situazione: inviando ad Appenzello un capitano e un Landamano assunse la guida del Paese sul piano militare e politico. L'intervento di Svitto ebbe notevoli conseguenze per il futuro di Appenzello. Se fino agli anni 1970 la storiografia svizzera ha coltivato un'immagine mitizzata delle guerre di Appenzello, assimilandole alle lotte per la libertà dei Confederati, oggi esse vengono considerate solo una delle tante rivolte contadine scoppiate in tutta Europa durante il basso Medioevo. Il conflitto non ebbe del resto nessuna conseguenza diretta sull'entrata di Appenzello nella Confederazione, ma si risolse con un trattato di comborghesia sottoscritto nel 1411 da Appenzello e da sette degli otto cantoni (Berna infatti non vi aderì). Ciò segnò l'inizio di un processo che per certi versi può essere considerato come una sorta di "addomesticamento degli Appenzellesi" da parte dei Confederati.
L'arbitrato federale del 1421 ridusse i diritti abbaziali, limitandoli alle rendite fondiarie e servili e riducendo le tasse di laudemio a una somma annua di 100 libbre. Venne pure diminuita l'imposta sul baliaggio imperiale, mentre agli Appenzellesi vennero attribuiti i diritti di bassa giustizia e di banno. Gli arbitrati federali e gli accordi di pace del 1429 ripristinarono in parte gli obblighi tributari nei confronti dell'abbazia di San Gallo, pur se con possibilità di riscatto, e confermarono le conquiste territoriali di Appenzello nell'odierno Vorderland. Nel complesso queste guerre si possono considerare come una fase cruciale nel lungo processo di distacco di Appenzello da San Gallo e come l'inizio del suo inserimento nella Confederazione.
Dopo gli accordi di pace, gli Appenzellesi fecero fronte ai loro obblighi finanziari verso l'abbazia di San Gallo. Fino al 1437 i Confederati inviarono ad Appenzello un balivo di Svitto o di Glarona, al quale sottostavano gli Ammänner locali. La tutela da parte della Confederazione si estendeva, proteggendole, anche alle competenze appenzellesi in materia di giustizia. Gli Appenzellesi poterono trarre profitto dalla cosiddetta Vecchia guerra di Zurigo, che oppose Zurigo a Svitto, che si contendevano l'eredità dell'ultimo conte del Toggenburgo, morto nel 1436. Corteggiati sia da Zurigo e dagli Asburgo d'Austria, sia dai Confederati, essi rimasero in un primo tempo neutrali, secondo quanto previsto dal patto di comborghesia del 1411: non si lasciarono sedurre neppure da un'offerta di re Federico III, che alla fine del 1442, oltre alla libertà di alleanza, concesse loro la giurisdizione criminale, confermando pure il diritto di mercato del 1353.
Quando, nel marzo del 1444, le trattative di pace di Baden fallirono, Appenzello fece pervenire una dichiarazione di guerra a Zurigo e agli Asburgo e inviò un piccolo corpo scelto a sostegno dei Confederati che assediavano Greifensee. Le truppe appenzellesi occuparono il Rheintal e parteciparono a una spedizione di saccheggio nel Vorarlberg. L'11 giugno 1445, a Wolfhalden, respinsero una controffensiva austriaca. Benché gli Appenzellesi si fossero schierati con i Confederati, il rinnovo dell'alleanza con i sette cantoni nel 15 novembre 1452 apportò loro solo vantaggi di scarso rilievo: non erano più tenuti a pagare con mezzi propri l'aiuto dei Confederati e in un'eventuale guerra tra i cantoni avrebbero dovuto allinearsi alla maggioranza. Definiti "Confederati perpetui", essi non erano tuttavia trattati come tali: privi di un seggio alla Dieta federale, non beneficiavano né dei bottini né delle conquiste di guerra. I Confederati strinsero infatti analoghi patti di alleanza anche con l'abbazia e la città di San Gallo, che dimostrano come essi fossero interessati a tutto il territorio della Svizzera orientale.
Nel dissidio fra l'abate Kaspar von Breitenlandenberg e la città di San Gallo, gli Appenzellesi, che non auspicavano il rafforzamento né dell'uno né dell'altra, si unirono al gran cellario Ulrich Rösch, ai monaci e ai sudditi diretti dell'abate, nell'intento di contrastare i piani di quest'ultimo. Ciononostante Rösch, futuro amministratore e infine abate, divenne ben presto il loro maggiore avversario nella Svizzera orientale. Gli arbitrati federali degli anni 1458-1460 fissarono il confine settentrionale del territorio appenzellese e confermarono sia il diritto dell'abbazia di riscuotere il caput optimum, che prevedeva la consegna del miglior capo di bestiame alla morte di un servo, sia i diritti feudali di quest'ultima su tutte le proprietà fondiarie situate fuori dai confini di Appenzello. Le genti di Herisau poterono riscattare i censi delle curtes abbaziali pagando una somma di 1600 fiorini renani. Nel 1460 gli Appenzellesi riscattarono l'ipoteca sul baliaggio del Rheintal, versando 6000 fiorini a Jakob Payer, ma commisero un errore di forma in quanto non si erano procurati l'autorizzazione imperiale. L'amministratore Ulrich Rösch intervenne allora in virtù di un documento del 1379, firmato da re Venceslao, che gli consentiva di riscattare tutte le ipoteche sulle proprietà abbaziali. Gli Appenzellesi adottarono la vecchia tattica di non partecipare ai placiti annunciati o di inviarvi rappresentanti con poteri insufficienti.

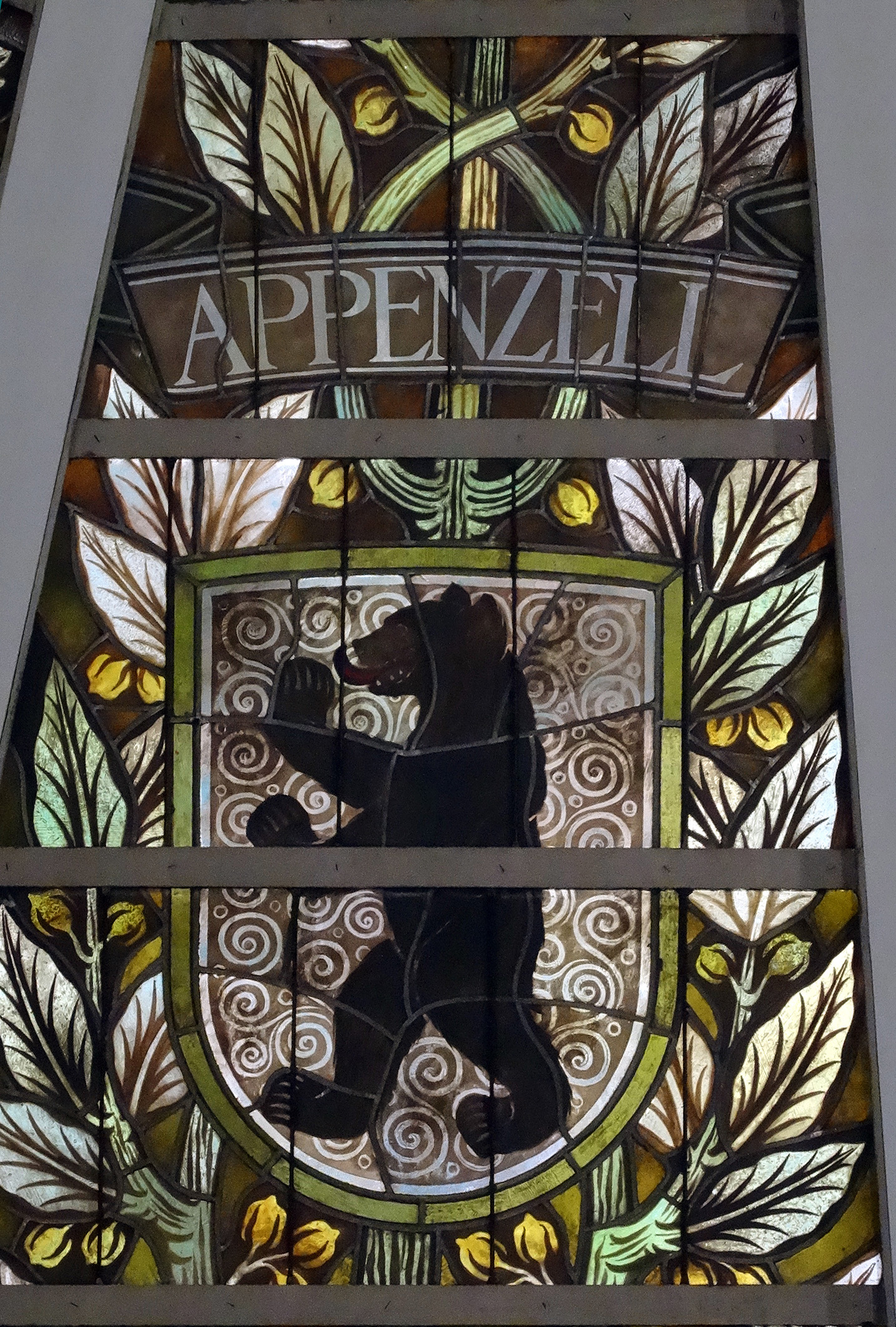
Vetrata raffigurante lo stemma di Appenzello a Palazzo federale

Nonostante le pretese avanzate dall'abbazia, il 17 settembre 1465 un tribunale arbitrale composto da esponenti di Uri, Untervaldo e Zugo fissò il confine del Rheintal su una linea che sostanzialmente seguiva il confine odierno. Dal 1465 al 1517 gli Appenzellesi rispettarono in genere gli obblighi finanziari nei confronti dell'abbazia. Nel 1486, con un arbitrato della città di San Gallo, ottennero dall'abate che questi rinunciasse formalmente alla sovranità sul Rheintal. Nel 1489 il sacco del convento di Rorschach, compiuto da Appenzellesi e Sangallesi, violò brutalmente la pace generale: i quattro cantoni protettori dell'abbazia intervennero militarmente, costringendo alla resa prima i Sangallesi, sudditi diretti dell'abate, poi gli Appenzellesi il 9 febbraio 1490 e infine anche la città di San Gallo. Appenzello dovette così consegnare la signoria sul baliaggio del Rheintal ai quattro cantoni protettori.
Dopo l'alleanza del 1452, gli Appenzellesi presero parte a varie campagne militari dei Confederati: nel 1460 parteciparono alla conquista della Turgovia, nel 1468 alla spedizione nel Sundgau e all'assedio di Waldshut. Esitarono a intervenire nelle guerre di Borgogna, poiché erano solo indirettamente alleati con Berna. Parteciparono invece molto probabilmente alla battaglia di Nancy del 1477, conquistando un vessillo. Nella guerra di Svevia i Confederati affidarono loro il compito di sorvegliare la frontiera orientale e rafforzare la guarnigione di Schwaderloh. Per aver combattuto al fianco dei Confederati negli scontri del 1499 a Hard, a Frastanz e al confine grigionese, furono ricompensati con l'assegnazione di una parte dei pezzi d'artiglieria conquistati e parte della somma estorta agli sconfitti. Ciò valse loro inoltre la partecipazione, a partire dal 1500, alla sovranità sul baliaggio del Rheintal con gli altri cantoni. Nelle guerre d'Italia i mercenari appenzellesi si arruolarono in entrambi gli schieramenti: stando ad alcune fonti sembra confermato che essi furono coinvolti nel tradimento di Novara del 1500. Nel 1510 circa gli Appenzellesi condivisero la svolta politica della Confederazione, che da sostenitrice della Francia passò ad appoggiare il pontefice: in segno di riconoscenza papa Giulio II donò loro tra l'altro un "vessillo giuliano".

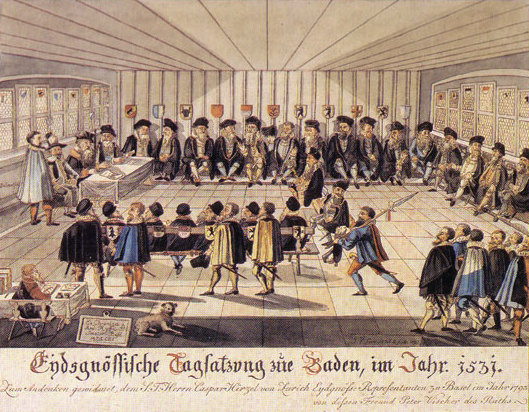
Rappresentazione della Dieta federale del 1531

Gli sforzi degli Appenzellesi per essere accolti nella Confederazione come tredicesimo cantone con pari diritti furono ancora respinti dai cantoni protettori dell'abbazia di San Gallo nel 1501, nel 1510 e nel 1512. La crisi prodottasi dopo l'assedio di Digione creò infine le premesse per l'ammissione di Appenzello nell'alleanza, avvenuta il 17 dicembre 1513. Alla Dieta federale successiva, tenutasi nel gennaio del 1514, il delegato appenzellese Hans Meggeli si sedette ostentatamente al tredicesimo posto, davanti ai rappresentanti dell'abbazia e della città di San Gallo. Il cantone beneficiava oramai delle pensioni, grazie alle quali poteva riscattare gradualmente gli oneri finanziari nei confronti dell'abbazia. ultimo ad essere riscattato fu il diritto di manomorta nel 1566.

### La Riforma e la coesistenza delle confessioni
Dopo che nel corso del XV secolo e della prima metà del XVI secolo si era costituito come cantone, riuscendo ad affermare la propria presenza all'interno della Confederazione, nella seconda metà del XVI secolo, a causa delle tensioni religiose, Appenzello si divise dapprima in due schieramenti confessionali e infine in due semicantoni.

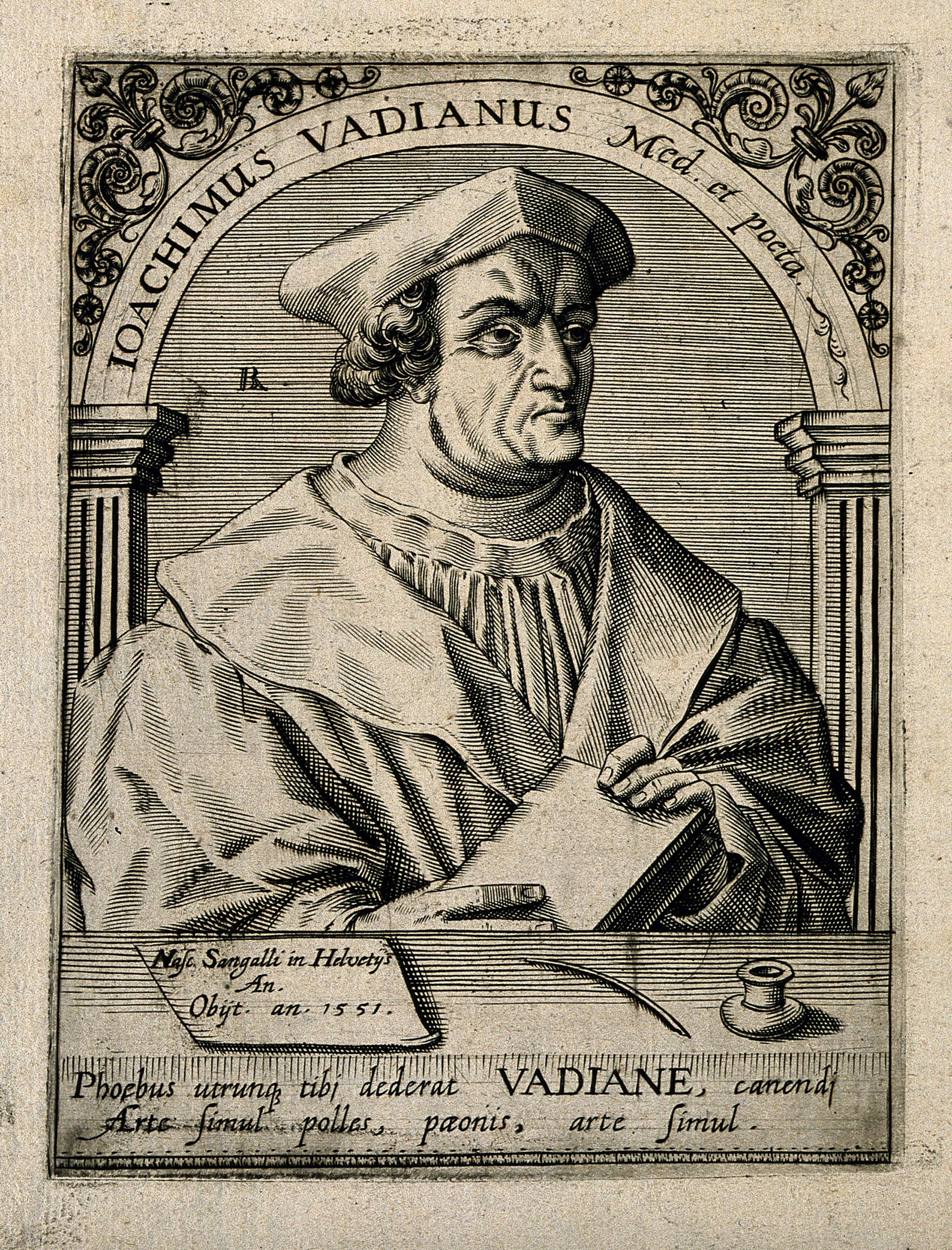
Ritratto di Joachim Vadiano

Stando a una cronaca della Riforma redatta nel 1565, a partire dal 1522 le dottrine di Lutero e di Zwingli trovarono i primi seguaci in tutto il cantone, tra cui Johannes Dörig, Jakob Schurtanner, Walter Klarer, Matthias Kessler, Pelagius Amstein, Johannes Hess, diffondendosi però maggiormente nel territorio di Appenzello Esterno. La nuova fede iniziò a imporsi grazie all'esegesi degli Atti degli apostoli cui Joachim von Watt, detto Vadiano, pose mano all'inizio del 1523, per poi presentarla a compagni e amici ecclesiastici, quali ad esempio Jakob Schurtanner. Nel 1523 il Consiglio adottò il principio della predica secondo le Scritture ("primato della Scrittura" nella teologia riformata): la decisione fu confermata dalla Landsgemeinde del 24 aprile 1524, ma ciò non bastò a risolvere in modo unitario la questione confessionale. Il movimento degli anabattisti conobbe un notevole sviluppo nel 1525, ma anche nell'Appenzello, come del resto a Zurigo e a San Gallo, le autorità adottarono ben presto misure repressive: le prime misure di polizia avvennero nel giugno del 1525, seguite dai mandati sugli anabattisti e dalla Disputa di Teufen sugli anabattisti dell'ottobre del 1529.
Per porre fine ai conflitti derivanti dalla convivenza delle due confessioni, nell'aprile del 1525 la Landsgemeinde decise che ogni parrocchia doveva optare per un'unica confessione, ma che poi a ogni parrocchiano doveva essere consentita la libera scelta del proprio domicilio, il cosiddetto principio della parrocchia. Le parrocchie delle Rhoden esterne e la parrocchia di Gais, situata nelle Rhoden interne, scelsero la nuova dottrina. A Herisau, Joseph Forrer, energico difensore della fede cattolica, riuscì a impedire fino al 1529 l'affermazione della Riforma. Gli abitanti delle Rhoden interne, che dipendevano dalla parrocchia di Appenzello, guidata dal parroco Diepolt Huter, restarono in maggioranza cattolici. Una minoranza molto attiva di riformati, forte dell'appoggio di personalità di spicco delle Rhoden esterne e delle regioni vicine che avevano aderito alla Riforma, specialmente di Zurigo, tentò di rovesciare la situazione. Nel 1531 costoro erano quasi riusciti nel loro intento, ma una spedizione armata di abitanti esasperati di Gonten impedì l'abolizione della messa ad Appenzello. L'esito della seconda guerra di Kappel, conclusasi con la vittoria dei cantoni cattolici, pose fine ai tentativi di imporre la Riforma in tutto l'Appenzello e i riformati iniziarono a perdere terreno.
Dopo la proclamazione della seconda pace nazionale, malgrado alcuni occasionali malumori le due comunità religiose cercarono di convivere in maniera pacifica. Parecchi erano infatti gli elementi che le univano: la storia comune, un'identica concezione dello Stato e del diritto, una politica estera basata per entrambe sull'alleanza con la Francia, come pure i contrasti che le opponevano alla città di San Gallo. Tali contrasti emersero ad esempio in occasione delle liti scoppiate nel 1535-1542 e nel 1579, dovute al fatto che i tessitori appenzellesi si sentivano svantaggiati rispetto a San Gallo, o nel cosiddetto affare del vessillo (1535-1539), causato da una bandiera che alcuni politici appenzellesi avrebbero venduto a San Gallo e che, stando alla tradizione orale, sarebbe stata conquistata dalla città di Appenzello durante la battaglia di Vögelinsegg. La lite del calendario scoppiò invece nel 1579, allorché il primo tipografo della città di San Gallo, Leonhard Straub, su un calendario da lui pubblicato, all'orso di San Gallo affiancò provocatoriamente l'orsa appenzellese. I rapporti con il principato abbaziale, invece, migliorarono progressivamente e nel 1566 gli Appenzellesi riscattarono il diritto di manomorta, ultimo segno tangibile della sovranità dell'abate.

### Riforma cattolica, Controriforma e scissione del cantone
Verso il 1550 nelle Rhoden interne iniziò ad emergere un gruppo di uomini politici influenti, composto tra l'altro da Johannes Heim e da Konrad Wyser e dai Landamani Joachim Meggeli il Giovane e Bartholomäus Dähler, che cercò di imprimere una valenza religiosa ai legami politici con i cantoni della Svizzera centrale, basati sul comune interesse per il servizio mercenario. Nella seconda metà del secolo la storia di Appenzello illustra in modo esemplare i percorsi della Riforma cattolica e della Controriforma. Nel 1579, la visita apostolica del nunzio Giovanni Francesco Bonomi suscitò una vasta eco: disposizioni emanate dal cantone riesumarono usanze cattoliche in parte dimenticate, come le feste in onore della Madonna e di santi, mentre nel contempo il Consiglio inasprì il controllo sul clero e sulla sfera ecclesiale. L'8 gennaio 1584 il doppio Consiglio accettò, contemporaneamente alla Svizzera centrale, il calendario gregoriano.
Come i cantoni cattolici, nel 1586 l'Appenzello ruppe l'alleanza con la città riformata di Mulhouse, negandole il diritto di appartenenza alla Confederazione. La fazione cattolica e i suoi capi riuscirono inoltre a più riprese a sfruttare l'assenza di rappresentanti riformati negli organi di governo: infatti, benché i Consigli fossero a maggioranza riformata, i rappresentanti delle Rhoden esterne rinunciavano talvolta a compiere il faticoso viaggio per recarsi nel capoluogo. Dal canto loro, le Rhoden esterne cercarono di affermare la loro autonomia su questioni religiose, il che ebbe conseguenze tangibili anche sulla vita quotidiana: vennero soppresse antiche usanze considerate cattoliche e gli abitanti di Trogen cercarono di rimuovere dalla chiesa la pietra dell'altare. L'indipendenza e la fierezza manifestata da ognuna delle due parti trovarono espressione anche nell'organizzazione della giurisdizione criminale, con l'erezione di patiboli ad Appenzello e a Trogen, o nella presenza di un edificio detto Gaishaus o "municipio esterno", dove erano soliti riunirsi i Consiglieri delle Rhoden esterne prima di partecipare alle sedute consiliari comuni, che si tenevano nel palazzo comunale di Appenzello.
La chiamata dei cappuccini nel 1586 e la proposta di aderire all'alleanza mercenaria e militare stipulata nel 1587 tra Lucerna, Uri, Svitto, Untervaldo, Zugo e Friburgo e la Spagna (da cui dipendeva anche il ducato di Milano) ebbero un influsso decisamente positivo sul rinnovamento cattolico di Appenzello, ma acuirono ulteriormente le tensioni confessionali. L'intensa attività controriformista dei cappuccini, soprattutto del padre convertito Ludwig von Sachsen, sfociò nel patto confessionale del 1º marzo 1588, che implicava un'applicazione più restrittiva del principio dell'unità confessionale della parrocchia e del primato della Scrittura. Nella parrocchia di Appenzello, alla quale facevano capo le Rhoden interne, la minoranza riformata venne costretta a scegliere fra la conversione al cattolicesimo e l'emigrazione: venne così ripristinata l'unità confessionale in tutto il territorio parrocchiale. Nel 1589 la parrocchia di Grub, appartenente alla Rhode di Trogen, istituì il sistema del culto paritetico. Fallirono invece altri tentativi di ripristino del cattolicesimo. Il patto confessionale provocò forti malumori nelle Rhoden esterne, che sul loro territorio reagirono con analoghe misure repressive nei confronti delle minoranze cattoliche.
I cantoni cattolici cercarono di coinvolgere l'Appenzello nell'alleanza con la Spagna, sperando di riuscire in tal modo a opporsi con maggiore efficacia all'influenza francese nella Confederazione. I politici alla testa delle Rhoden interne, confrontati con crescenti problemi finanziari dovuti ai grandi incendi di Herisau (1559) e di Appenzello (1560) e al mancato versamento delle pensioni francesi, speravano dal canto loro che l'alleanza con la Spagna avrebbe aperto nuovi settori di attività a una popolazione in continua crescita. Come attestano alcuni documenti segreti, si ripromettevano inoltre di rafforzare la posizione del cattolicesimo e di ripristinare l'unità confessionale nell'intero territorio cantonale. I principali dirigenti delle Rhoden esterne, che godevano del sostegno dei cantoni riformati, opposero un'accanita resistenza a questi piani: richiamandosi al loro orgoglio di entità statale, anche perché il borgo di Appenzello dava il nome all'intero cantone, le Rhoden interne si arrogarono allora il diritto di aderire all'alleanza a nome di tutto il cantone.
Con l'aiuto dei cantoni della Svizzera centrale i cattolici di Appenzello riuscirono a convincere il re spagnolo Filippo II, che vi si era inizialmente opposto, dell'importanza dell'adesione di Appenzello all'alleanza. I cantoni cattolici desideravano infatti consolidare la loro posizione all'interno della Confederazione, dove rispetto ai riformati godevano di una maggioranza piuttosto precaria. Per parte loro, i capi politici delle Rhoden interne avrebbero rifiutato un'unione politica con le Rhoden esterne nel caso in cui gli Appenzellesi riformati, spalleggiati da Zurigo, non avessero acconsentito all'alleanza con la Spagna. La questione si trascinò per lungo tempo, finché il 24 agosto 1596 la parrocchia di Appenzello firmò un accordo con la Spagna, all'epoca prima potenza cattolica d'Europa. Questo accordo, concluso senza l'assenso delle Rhoden esterne, avrebbe avuto conseguenze decisive.
Il fossato che divideva gli Appenzellesi era ormai divenuto tanto profondo che i rappresentanti della Confederazione, falliti tutti i tentativi di mediazione, non esclusero più l'eventualità di una scissione. Il 2 giugno 1597 le Rhoden esterne, in una Landsgemeinde straordinaria tenutasi a Hundwil, si pronunciarono in favore della divisione del cantone. Un'identica decisione venne presa qualche settimana più tardi, il 15 giugno 1597, dall'assemblea parrocchiale di Appenzello. Un collegio arbitrale paritetico di sei membri, nominato in occasione della Dieta federale del 29 giugno 1597 e composto dai rappresentanti di Zurigo, Lucerna, Svitto, Nidvaldo, Glarona e Sciaffusa, fu incaricato di negoziare con le due parti. L'8 settembre 1597 venne presentato l'atto di scissione, che regolava le modalità della separazione definitiva nei due semicantoni di Appenzello Interno e Appenzello Esterno. I contrasti confessionali all'origine della separazione indebolivano notevolmente la posizione di Appenzello all'interno della Confederazione. La decisione di procedere alla scissione, attuata nella calma e senza spargimento di sangue, consentì una soluzione duratura del conflitto. Se questa divisione, che costituisce un esempio eccezionale in ambito europeo, poté avvenire in modo pacifico e senza il ricorso alle armi, ciò è soprattutto dovuto al fatto che nel XV e XVI secolo le Rhoden interne e quelle esterne non avevano mai formato uno Stato unitario vero e proprio: la separazione del 1597 non costituì perciò un'autentica cesura.